# مؤشر جودة الطرق
مؤشر جودة الطرق العالمي (بالإنجليزية: Quality of roads indicator)‏ هو أحد المؤشرات التي تصدر عن البنك الدولي في 140 دولة حول العالم، حيث يبين هذا المؤشر بناء على بيانات استطلاعان المنتدى الاقتصادي العالمي، لآراء المسؤولين على المستوى التنفيذي.

## وصلات خارجية
- ترتيب الدول حسب المؤشر